# Elymnias bonthainensis
Elymnias bonthainensis är en fjärilsart som beskrevs av Hans Fruhstorfer 1899. Elymnias bonthainensis ingår i släktet Elymnias och familjen praktfjärilar. Inga underarter finns listade i Catalogue of Life.